# اوبشچینا (شهرستان بلاگووارسکی، باشقیرستان)
اوبشچینا (انگلیسی: Obshchina, Blagovarsky District, Republic of Bashkortostan) یک شهرک در شهرستان بلاگووارسکی باشقیرستان کشور روسیه است.